# Nicolás Rossell
Nicolás Rossell, le cardinal d'Aragon (né le 3 novembre 1314 à Palma de Majorque en Espagne et mort dans la même ville, le 28 mars 1362) est un cardinal espagnol du XIVe siècle. Il est membre de l'ordre des dominicains. Rossell est le premier cardinal aragonais.

## Repères biographiques
Nicolás Rossell est aumônier royal en 1340. Il est nommé inquisiteur général d'Aragon  en 1350 et est aussi confesseur du roi Pedro IV de Aragón. Il fonde à Barcelone le monastère de Montesión pour les sœurs dominicaines.
Il est créé cardinal par le pape Innocent VI lors du consistoire du 23 décembre 1356 et réside à Avignon. Le cardinal Rossell est l'auteur des plusieurs œuvres, notamment une histoire des premiers papes.
Sa tombe est l'œuvre de Pere Moragues.